# 長吻鑽嘴魚
長吻鑽嘴魚（学名：Gerres longirostris），又名長吻銀鱸、碗米仔，为鑽嘴魚科銀鱸屬下的一个种。其种加词“longirostris”意为“长吻的”。